# Pablo Andrés Aguilar
Pour les articles homonymes, voir Aguilar.
Pablo Andrés Aguilar est un footballeur argentin né le 13 septembre 1984 à Villa Mercedes.

## Carrière
- 2002-2007 : Chacarita Juniors  Argentine
- 2007-2008 : Newell's Old Boys  Argentine